# Георгій Вороний (монета)
«Гео́ргій Ворони́й» — ювілейна монета номіналом 2 гривні, випущена Національним банком України. Присвячена великому вченому, одному з найвідоміших математиків світу Георгію Вороному, який народився в 1868 році. Георгій Феодосійович Вороний збагатив математичну науку значними відкриттями, які носять його ім'я. Сфера застосування його розроблень — від комп'ютерної графіки до геометричного моделювання та створення штучного інтелекту. Роботи Вороного використовуються фахівцями різних галузей знань практично в усіх країнах Європи, у США, Канаді, Японії, Австралії, Гонконгу, Новій Зеландії тощо.
Монету введено в обіг 25 липня 2008 року. Вона належить до серії «Видатні особистості України».

## Опис та характеристики монети
| Номінал грн. | Метал      | Маса, грам | Діаметр, мм. | Якість виготовлення       | Гурт     | Тираж, штук |
| ------------ | ---------- | ---------- | ------------ | ------------------------- | -------- | ----------- |
| 2            | нейзильбер | 12,8       | 31           | спеціальний анциркулейтед | рифлений | 35 000      |

### Аверс
На аверсі монети стилізовано зображено діаграму Вороного, угорі — малий Державний Герб України та розміщено написи: «2008/ 2 ГРИВНІ», ліворуч півколом — «НАЦІОНАЛЬНИЙ БАНК УКРАЇНИ» та логотип Монетного двору Національного банку України.

### Реверс
На реверсі монети зображено портрет Георгія Вороного (ліворуч), праворуч — діаграма Вороного, роки життя «1868/1908» та унизу півколом напис — «ГЕОРГІЙ ВОРОНИЙ».

## Автори

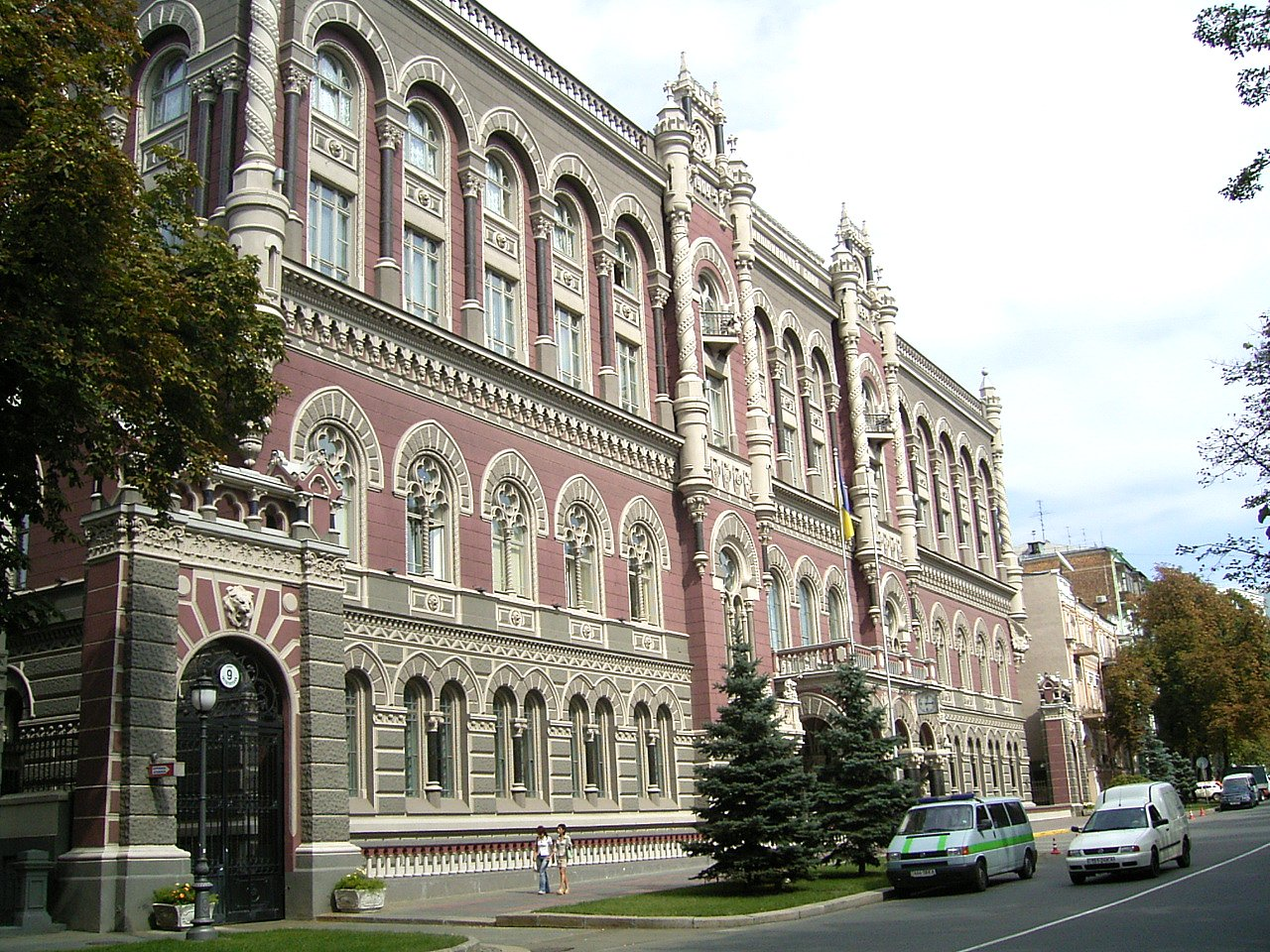
Будівля Національного банку України

- Художники: Таран Володимир, Харук Олександр, Харук Сергій.
- Скульптор — Дем'яненко Анатолій.

## Вартість монети
Ціна монети — 15 гривень, була зазначена на сайті Національного банку України 2011 року.
Фактична приблизна вартість монети з роками змінювалася так:
| Рік        | 2010 | 2011 | 2012 | 2013 | 2014 | 2015 | 2016 | 2017 | 2018 | 2019 | 2020 | 2021 | 2022 | 2023 | 2024 | 2025 |
| ---------- | ---- | ---- | ---- | ---- | ---- | ---- | ---- | ---- | ---- | ---- | ---- | ---- | ---- | ---- | ---- | ---- |
| Ціна, грн. | 17   | 20   | 20   | 20   | 25   | 30   | 35   | 40   | 50   | 50   | 55   | 60   | 60   | 125  | 145  | 155  |